# お手伝いももクロトラベル
『お手伝いももクロトラベル』（おてつだいももクロトラベル）は、2022年8月5日から2023年2月10日まで動画配信サービス「Paravi」にて独占配信していたももいろクローバーZ の冠番組。
ももいろクローバーZのメンバーが日本各地を訪れ、人々のお手伝い探しをするという番組。
また番組HPから募集した視聴者のお手伝いをももクロメンバーが
実際にお手伝いしてあげるという企画も実施。
毎週金曜21:00頃に動画配信サービス「Paravi」にて最新話公開。
（現在はU-NEXTのParaviコーナーにて配信中）
※2023年1月6日・1月13日は配信休止。
番組の名称は「てつもも」。
2023年2月10日の配信回をもって配信及び制作を終了した。

## 出演者
- ももいろクローバーZ（百田夏菜子・玉井詩織・佐々木彩夏・高城れに）
- 豊本明長（東京03） - VTRナレーション

## 制作スタッフ
- 企画：関口 彰宏（博報堂）
- 構成：永井 ふわふわ
- 音声：田中 絵美
- 美術：矢野 雄一郎
- 電飾：枝茂 孝
- 編集：松沢 彰
- MA：古谷 栄美
- 音効：上島 光央、飯塚 凪
- スチールカメラマン：堀口 綾
- ロゴ&イラスト：twotwotwo
- 衣装協力：WORKMAN
- スタイリスト：寄森 久美子（WONDERSTYLE）
- ヘアメイク：KIND
- プロモーション：熊田 泰祐
- AP：望月 麻衣
- AD：中辻 尚也、長島 奈月、石井玲
- ディレクター：桐越 慎二、吉野 裕二、高畠 大地
- 演出：小林 剛
- プロデューサー：村井 守（Kmax）
- 制作統括：
- Paravi：網野 信之、中村 知佳、大山 真琴
- 制作協力：STARDUST、KMAX

## 放送回一覧
| #  | タイトル                                                               | 配信時間 | 配信年月日     | 出演者                                                                                   |
| -- | ---------------------------------------------------------------------- | -------- | -------------- | ---------------------------------------------------------------------------------------- |
| 1  | れにちゃんが横須賀市・三浦市へお手伝い旅珍道中！（前半）               | 31分     | 2022年08月05日 | 高城れに                                                                                 |
| 2  | れにちゃんが横須賀市・三浦市へお手伝い旅珍道中！（後半）               | 32分     | 2022年08月12日 | 高城れに                                                                                 |
| 3  | 玉井詩織 アポなし本気お手伝い旅 佐野編（前半）                         | 35分     | 2022年08月19日 | 玉井詩織                                                                                 |
| 4  | 玉井詩織 アポなし本気お手伝い旅 佐野編（後半）                         | 38分     | 2022年08月26日 | 玉井詩織                                                                                 |
| 5  | 佐々木彩夏 アポなし本気お手伝い旅 富士見編（前半）                     | 30分     | 2022年09月02日 | 佐々木彩夏                                                                               |
| 6  | 佐々木彩夏 アポなし本気お手伝い旅 富士見編（後半）                     | 30分     | 2022年09月09日 | 佐々木彩夏                                                                               |
| 7  | てつもも特別版「お悩み相談SP」                                         | 31分     | 2022年09月16日 | ももいろクローバーZ（百田夏菜子・玉井詩織・佐々木彩夏・高城れに）                        |
| 8  | 百田夏菜子アポなし本気お手伝い旅 川崎編（前半）                        | 35分     | 2022年09月23日 | 百田夏菜子                                                                               |
| 9  | 百田夏菜子アポなし本気お手伝い旅 川崎編（後半）                        | 34分     | 2022年09月30日 | 百田夏菜子                                                                               |
| 10 | 玉井詩織 & 佐々木彩夏 アポなし本気お手伝い旅 大宮編 （PART1）          | 30分     | 2022年10月07日 | 玉井詩織 佐々木彩夏                                                                      |
| 11 | 玉井詩織 & 佐々木彩夏 アポなし本気お手伝い旅 大宮編 （PART2）          | 34分     | 2022年10月14日 | 玉井詩織 佐々木彩夏                                                                      |
| 12 | 玉井詩織 & 佐々木彩夏 アポなし本気お手伝い旅 大宮編 （PART3）          | 32分     | 2022年10月21日 | 玉井詩織 佐々木彩夏                                                                      |
| 13 | てつもも4人だけの大阪満喫トラベル（PART1）                             | 30分     | 2022年10月28日 | 百田夏菜子 玉井詩織 佐々木彩夏 高城れに                                                  |
| 14 | てつもも4人だけの大阪満喫トラベル（PART2）                             | 30分     | 2022年11月04日 | 百田夏菜子 玉井詩織 佐々木彩夏 高城れに                                                  |
| 15 | てつもも4人だけの大阪満喫トラベル（PART3）                             | 33分     | 2022年11月11日 | 百田夏菜子 玉井詩織 佐々木彩夏 高城れに                                                  |
| 16 | 高城れに アポなし本気お手伝い旅 埼玉編（前編）                         | 32分     | 2022年11月18日 | 高城れに                                                                                 |
| 17 | 高城れに アポなし本気お手伝い旅 埼玉編（後編）                         | 30分     | 2022年11月25日 | 高城れに                                                                                 |
| 18 | 佐々木彩夏＆浪江女子発組合 アポなし本気お手伝い旅 奥飛騨編（前半）     | 33分     | 2022年11月25日 | 浪江女子発組合 （佐々木彩夏 愛来 市川優月 小島はな 鈴木萌花 高井千帆 内藤るな 播磨かな） |
| 19 | 佐々木彩夏＆浪江女子発組合 アポなし本気お手伝い旅 奥飛騨編（後半）     | 30分     | 2022年12月02日 | 浪江女子発組合 （佐々木彩夏 愛来 市川優月 小島はな 鈴木萌花 高井千帆 内藤るな 播磨かな） |
| 20 | 玉井詩織 アポなし本気お手伝い旅 横浜編（前半）                         | 39分     | 2022年12月09日 | 玉井詩織                                                                                 |
| 21 | 玉井詩織 アポなし本気お手伝い旅 横浜編（後半）                         | 35分     | 2022年12月16日 | 玉井詩織                                                                                 |
| 22 | 百田夏菜子 アポなし本気お手伝い旅 上野・江戸川編（前半）               | 35分     | 2022年12月23日 | 百田夏菜子                                                                               |
| 23 | 百田夏菜子 アポなし本気お手伝い旅 上野・江戸川編（後半）               | 37分     | 2022年12月30日 | 百田夏菜子                                                                               |
| 24 | 百田夏菜子＆高城れに アポなし本気お手伝い旅 今治編                     | 35分     | 2022年1月20日  | 百田夏菜子 高城れに                                                                      |
| 25 | メンバー全員集合！北海道・釧路でチームに分かれてお手伝いバトル（前編） | 34分     | 2022年1月27日  | 百田夏菜子 玉井詩織 佐々木彩夏 高城れに                                                  |
| 26 | メンバー全員集合！北海道・釧路でチームに分かれてお手伝いバトル（後編） | 38分     | 2022年2月3日   | 百田夏菜子 玉井詩織 佐々木彩夏 高城れに                                                  |
| 27 | 四人中一人は食べられない！北海道釧路食い倒れツアー                     | 32分     | 2022年2月10日  | 百田夏菜子 玉井詩織 佐々木彩夏 高城れに                                                  |

## 番外編
Paravi新番組『お手伝いももクロトラベル』スタート直前生配信
新番組スタートを記念して、第1話投稿の2022年8月5日20:00よりももいろクローバーZ 公式Youtube Channelで生配信された企画。
Rakuten Travel 限定スペシャルコンテンツ
番組で訪れたエリアの観光情報や、宿泊施設、料理のトラベル的情報をロケ担当のメンバーが紹介するといった企画。